# Auburn Lake Trails
Auburn Lake Trails est une census-designated place du comté d'El Dorado, dans l'État de Californie, aux États-Unis,. En 2020, elle compte une population de 3 388 habitants.